# Danny Pugh
Pour les articles homonymes, voir Pugh.
Daniel Adam « Danny » Pugh est un footballeur anglais né le 19 octobre 1982 à Stockport en Angleterre. Il évolue au poste de milieu gauche ou arrière gauche à Port Vale en prêt de Bury.

## Biographie
Formé à Manchester United, où il ne joue que très rarement, Danny Pugh rejoint l'ennemi Leeds United dans le cadre du transfert d'Alan Smith vers les Red Devils en 2004.
D'abord milieu gauche, il passe ensuite arrière gauche après l'arrivée au club de David Healy et le passage au 4-3-3. Il est ensuite relégué sur le banc, se faisant prendre la place de latéral gauche par Matthew Kilgallon. Pugh décide donc de partir et rejoint Preston North End en juin 2006 pour 250 000 £.
À Preston, il s'impose comme milieu gauche, jouant aussi quelques matchs comme milieu défensif. Ses performances attirent Stoke City qui obtient son prêt le 2 novembre 2007 puis finalise son transfert le 3 janvier pour 500 000 £. Mais, il n'arrive pas à s'imposer comme titulaire sur le flanc gauche, étant surtout utilisé comme premier remplaçant. Il marque son premier but pour Stoke en Carling Cup contre Rotherdam United.
Pour la fin de saison 2008-2009, il profite de la blessure de Danny Higginbotham pour s'installer comme titulaire au poste d'arrière gauche lors des trois derniers matchs. Malgré son faible temps de jeu, Pugh a prolongé jusqu'en 2012.
Il effectue un retour à Preston en novembre 2010 dans le cadre d'un prêt d'un mois en compagnie de son coéquipier Michael Tonge.
La saison suivante il est prêté à Leeds United. Le 3 janvier 2012, il est définitivement transféré à Leeds et signe un contrat de deux ans et demi. Le 16 mai 2014 il est libéré du Leeds United.
Le 16 juillet 2014 il rejoint Coventry City.
Le 13 juillet 2015 il rejoint Bury.
Le 31 janvier 2017 il rejoint Port Vale.